# Freycinetia filifolia
Freycinetia filifolia är en enhjärtbladig växtart som beskrevs av Huynh. Freycinetia filifolia ingår i släktet Freycinetia och familjen Pandanaceae. Inga underarter finns listade.